# Twerking

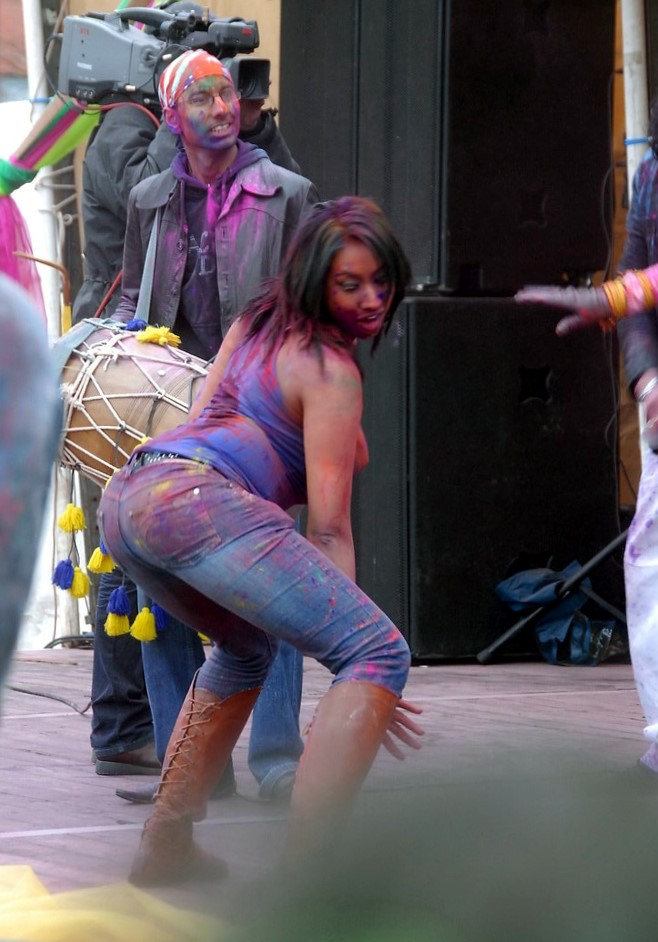
Eine Frau beim Twerken

Twerking [ˈtwɜrkɪŋ] ist ein Tanzstil kreisender, ruckartiger Hüft- und Beckenbewegungen mit dem Fokus auf dem Gesäß, das zum Schwingen und Zucken gebracht wird. Er ist vor allem in den Vereinigten Staaten sowie Brasilien, Haiti, Kuba und Jamaika verbreitet, wo er zu Salsa, Reggaeton oder Baile Funk in sogenannten Tanz-Battles populär ist. In den Vereinigten Staaten wird er in der Regel zu Hip-Hop getanzt und als sexuell aufgeladen aufgefasst.

## Mögliche Ursprünge
Twerking wird häufig mit traditionellen afrikanischen Tänzen verglichen. In der US-Hip-Hop-Kultur ist der Begriff erstmals im Jahr 1993 belegt. Seit Beginn der 2000er Jahre hat die Popularität des Twerking beträchtlich zugenommen, es ist insbesondere in Musikvideos zu beobachten. 2013 wurde der Begriff in das Oxford English Dictionary aufgenommen. Das Wörterbuch definiert Twerking als “Dance to popular music in a sexually provocative manner involving thrusting hip movements and a low, squatting stance.” (deutsch: „Tanz zu Popmusik in sexuell provozierender Weise mit stoßenden Hüftbewegungen und einer tiefen, hockenden Haltung.“)
Die genaue Herkunft des Begriffs ist nicht bekannt. Eine oft gehörte Erklärung sieht es als ein Kofferwort aus to twist ‚biegen‘, ‚krümmen‘ und to jerk ‚ruckweise bewegen‘. Dies ist jedoch wohl eher eine Volksetymologie; laut dem Blog der Oxford Dictionary handelt es sich wahrscheinlich um eine Abänderung von to work mit einer möglichen Einwirkung von to twist oder to twitch.